# Класифікація серцевої недостатності за Стражеском та Василенком
Класифікацію хронічної серцевої недостатності розробили видатні вітчизняні терапевти — Стражеско Микола Дмитрович і Василенко Володимир Харитонович.
Класифікацію було затверджено в 1935 році на XII Всесоюзному з'їзді терапевтів. 
В основу класифікації покладено стадійність розвитку та прогресування серцевої недостатності, чим вищий клас, тим більш виражені симптоми та ураження органів.  
| СН  | Симптоми |
| --- | --- |
| I   | Початкова недостатність кровообігу; проявляється тільки при фізичному навантаженні (задишка, тахікардія, стомлюваність); у спокої гемодинаміка і функції органів не порушені.                                                                    |
| IIA | Початок стадії, порушення гемодинаміки виражені помірно; відзначають порушення функції серця або тільки якогось його відділу. Наявний застій крові у малому або великому колі кровообігу.                                                        |
| ІІБ | Кінець тривалої стадії: глибокі порушення гемодинаміки, страждає вся серцевосудинна система. Наявній застійні явища як у малому, так і у великому колі кровообігу.                                                                               |
| III | Кінцева, дистрофічна недостатність кровообігу; тяжкі порушення гемодинаміки, стійкі зміни обміну речовин і функцій органів, необоротні зміни структури тканин та органів. Виражені застійні явища як у малому, так і у великому колі кровообігу. |

Варто відзначити, що стадія СН відображає етап клінічної еволюції хронічної серцевої недостатності, в той час як для опису функціонального стану пацієнта використовується Класифікація NYHA.
Орієнтовна відповідність між двома класифікаціями:
| Стадія СН | Функціональний клас СН                                      |
| --------- | ----------------------------------------------------------- |
| I         | II ФК (на фоні адекватного лікування — I ФК)                |
| IIA       | III ФК (на фоні адекватного лікування — II ФК, іноді I ФК)  |
| ІІБ       | IV ФК (на фоні адекватного лікування — III ФК, іноді II ФК) |
| III       | IV ФК (іноді на фоні адекватного лікування — III ФК)        |

На сьогоднішній день класифікація серцевої недостатності за Стражеском та Василенком рекомендована до використання асоціацією кардіологів України. Стадія серцевої недостатності обов'язково має бути вказана в діагнозі.